# Црква Светог Николе у Сибници
Црква Светог Николе је српска православна црква која се налази у насељу Сибница у градској општини Сопот у граду Београду, а припада Епархији шумадијској. Увршћена је као споменик културе Србије, у оквиру споменика културе Београда од 2005. године.

## Историјат
Црква Светог Николе саграђена је између 1931-1933. године, а главни пројектант био је Василиј Михајлович Андросов, једна од једног од најутицајнијих руских архитеката који је живео и стварао у Србији.
Црква је конципирана као грађевина триконхалне основе са припратом изнад које је смештен хор и четвртаста кула-звоник. На централном делу наоса налази се осмострано кубе на коцкастом постољу. Фасада се састоји од полихрома, а у цркви се налази иконостас, донет из старије цркве са иконама из 1870. године, које је израдио сликар Димитрије Посниковић.
Црква представља архитектонско-урбанистичку вредност као истакнути пример обнове националног стила, због пројекта архитекте Басилија михајловића Андросова, али и због целокупног сакралног неимарства међуратног периода у Србији.